# Łoje (Przasnysz)
Pour les articles homonymes, voir Łoje.
Łoje (prononciation : [ˈwɔjɛ]) est un village polonais de la gmina de Krzynowłoga Mała dans le powiat de Przasnysz de la voïvodie de Mazovie dans le centre-est de la Pologne.
Il se situe à environ 4 kilomètres au sud de Krzynowłoga Mała (siège de la gmina), 14 km au nord de Przasnysz (siège du powiat) et à 103 km au nord de Varsovie (capitale de la Pologne).

## Histoire
De 1975 à 1998, le village appartenait administrativement à la voïvodie d'Ostrołęka.